# Savo Milošević
Savo Milošević (Bijeljina, 2. rujna 1973.) srbijanski je nogometni trener i bivši nogometaš. Trenutačno je bez kluba.
Milošević je s odigranih 102 utakmica i postignutih 37 golova za reprezentaciju Jugoslavije i SCG, rekorder po broju postignutih golova.
Milošević je od 1992. – 1995. igrao za Partizan, 1995. – 1998. za Aston Villu, 1998. – 2000. i 2002. za Zaragozu, 2000. – 2001. za Parmu, 2002. – 2003. za Espanyol, 2003. – 2004. za Celtu iz Viga, a od 2004. – 2007. godine je igrao za Osasunu.